# Avvelenamento
Con avvelenamento si può indicare sia la contaminazione di una sostanza (ad esempio acqua, cibo, ecc.) da parte di una tossina o di un veleno antropico, sia la patologia (ed eventualmente la morte) conseguente all'interazione con queste sostanze.
Le cause di un avvelenamento possono essere molteplici: si possono distinguere gli avvelenamenti in base alla via di ingresso nel corpo e alla durata della contaminazione (continuativa o episodica). 
Inoltre grandi differenze dipendono dal tipo di sostanza responsabile dell'avvelenamento.

## Per via di ingresso

### Via alimentare
Avviene tramite l'assunzione di cibi che si fanno facili vettori di tossine o sostanze velenose; ad esempio a causa di errata conservazione o più semplicemente perché ricchi di principi nutritivi utili alla crescita dei patogeni. La natura chimica della sostanza tossica dev'essere tale da:
- non venir degradata dal pH estremamente acido dello stomaco (lo stomaco contiene acido cloridrico a pH = 1) e dal pH basico del succo pancreatico (pH = 9). Deve inoltre resistere all'attacco enzimatico della ptialina (amilasi salivare), della pepsina gastrica, degli enzimi pancreatici (carbossipeptidasi, amilasi pancreatica, tripsina, chimotripsina, ecc.), della bile. Infine, dev'essere termostabile, resistere, ovvero, alla temperatura di cottura del cibo. Infatti, molti funghi sono tossici se ingeriti crudi, ma innocui se ingeriti cotti, in quanto ricchi di tossina termolabile;
- rimanere tossica se attaccata dalle sostanze sopracitate;
- essere "attivata" dalle sostanze sopracitate. In questo caso, la sostanza ingerita può esser del tutto innocua (pretossico) e venir mutata in tossico vero e proprio dalle secrezione e / o dagli enzimi dell'organismo (protossico), o da sostanze innocue ingerite (cotossico).

### Via respiratoria
Le sostanze tossiche che producono avvelenamento per via aerea devono esser necessariamente volatili, quindi, gas, vapore, liquido a basso punto di ebollizione (cosicché evaporino a temperatura ed a pressione ambientali in modo pressoché istantaneo). Molti tossici corrispondono a questa descrizione, dal fosgene, al gas nervino, all'iprite, all'acido cianidrico, all'ossido di carbonio, e via discorrendo. Inoltre, la sostanza tossica dev'essere diffusibile attraverso la parete dell'alveolo polmonare, il cui spessore medio è di soli 2 µm. Le sostanze di natura idrofoba (lipofila) sono le favorite in questo caso. Infine, essa o dev'essere idrofila (indispensabile condizione per esser veicolata dal plasma), o idrofoba se deve utilizzare l'eritrocita per essere trasportata a destinazione.
Le sostanze tossiche per via respiratoria possono agire localmente nelle alte vie respiratorie (naso, faringe, laringe, trachea), e / o nelle basse vie respiratorie (bronchi, polmoni). Oppure possono agire in tutto l'organismo come veleno sistemico.
Esempi di veleni ad azione locale sono:
- il fosgene che uccide in quanto provoca una massiccia fuoriuscita di plasma e di liquido interstiziale dai setti alveolari (setti interstiziali) nello spazio alveolare, rendendo impossibile l'assunzione dell'ossigeno atmosferico e lo smaltimento dell'anidride carbonica disciolta nel plasma. Il fosgene può crearsi anche in modo naturale, qualora il cloroformio venga lasciato esposto alla luce ed all'ossigeno.
- L'iprite che agisce su tutte le vie aeree in quanto blocca la sintesi proteica intracellulare.

Esempi di veleni sistemici assunti per inalazione sono:
- I neurogas (gas nervino) che agiscono inattivando un enzima (acetilcolinesterasi) che si trova nelle sinapsi del sistema nervoso e nelle placche neuromuscolari. L'inibizione dell'enzima provoca la mancata distruzione del neuromediatore acetilcolina cui segue una perenne contrazione muscolare. La morte sopraggiunge per arresto cardiaco o, più frequentemente, per paralisi del muscolo diaframma con arresto respiratorio.
- L'acido cianidrico (H-C≡N) ed i suoi sali derivati (cianuri: cianuro di sodio, Na-C≡N, e cianuro di potassio, K-C≡N) agiscono invalidando il ferro ferrico (Fe+++) trivalente delle ferroproteine mitocondriali ed il ferro ferroso emoglobinico (Fe++) bivalente, impedendo dunque sia il trasporto ai tessuti dell'ossigeno, sia l'utilizzazione dell'ossigeno medesimo da parte delle cellule nel metabolismo aerobio (respirazione cellulare). In sintesi, il ferro di queste proteine risulta assai più affine allo ione cianuro, -CN, rispetto all'ossigeno, cosicché vengono scaricati sullo ione cianuro gli elettroni ed i protoni e viene bloccata la produzione di energia della cellula, con conseguente morte della cellula prima e dell'organismo poi. Questi tossici devono esser disciolti in soluzione acquosa e fatti evaporare per poter giungere agli alveoli polmonari e produrre asfissia. Possono, alternativamente, esser assunti per via orale. Queste sostanze sono riconoscibili dal caratteristico odore / sapore di "mandorle amare". C'è chi presuppone che il gusto amaro sia poco gradito dai più appunto a causa d'un'ancestrale strategia difensiva dall'avvelenamento (i cianuri sono piuttosto comuni da reperire in natura) selezionata dall'evoluzione.
- Il monossido di carbonio (C=O), anche detto "ossido di carbonio", è un gas subdolo, in quanto completamente inodore, insapore, incolore. È uno dei pochi composti che vede il carbonio legarsi in modo bivalente, anziché tetravalente (come solitamente accade) e si sintetizza da qualsiasi combustione in regime di deficit d'ossigeno (se l'ossigeno è in quantità sufficiente si sintetizza il biossido di carbonio, "anidride carbonica", assai meno tossica). Una piccola percentuale di ossido di carbonio si ottiene anche del tutto fisiologicamente, durante il processo di distruzione dell'eme, una parte dell'emoglobina, quando l'organismo rinnova parte dei suoi globuli rossi (mediamente ogni due mesi). L'ossido di carbonio inattiva il trasporto dell'ossigeno da parte dell'emoglobina del globulo rosso: ha, infatti, un'affinità ben 300 volte maggiore dell'ossigeno (a pressione atmosferica) per il ferro emoglobinico. Ne consegue che anche minime percentuali di ossido di carbonio si legano all'emoglobina. Inoltre, ad ogni inspirazione, sempre maggiori quantitativi di emoglobina vengono sottratti all'ossigeno dal legame preferenziale stabilito dall'ossido di carbonio. La morte sopraggiunge per l'impossibilità dei tessuti di approvvigionarsi di ossigeno e di cedere i rifiuti del metabolismo cellulare (protoni ed anidride carbonica) all'emoglobina stessa. L'emoglobina, infatti, ceduto l'ossigeno, si carica anche di protoni e di anidride carbonica dai tessuti, veicolandola ai polmoni. Il legame tra il ferro e l'ossido di carbonio è un legame reversibile, ma soltanto ad elevate pressioni d'ossigeno, quale quelle che si hanno nella camera iperbarica: alla pressione atmosferica, infatti, il quantitativo di ossigeno che si discioglie nell'acqua del plasma è minima (3%), mentre il restante 97% viene trasportato dall'emoglobina. A pressioni quali quelle tipiche della camera iperbarica (o delle profondità marine), l'emoglobina diviene praticamente inutile, in quanto il plasma diviene capace di trasportare da solo tutto il quantitativo d'ossigeno necessario ai tessuti. Inoltre, la pressione dell'ossigeno, in queste condizioni estreme, riesce a spiazzare l'ossido di carbonio dal ferro emoglobinico, riattivando così il trasporto fisiologico dell'ossigeno ai tessuti.

### Via cutanea
L'avvelenamento per via cutanea è una modalità meno comune di avvelenamento sistemico. Le sostanze che riescono a produrre gli effetti tossici per questa via devono essere tutte di tipo lipofilo (od idrofobico), in quanto solo le sostanze solubili nei grassi riescono ad attraversare la cute integra.
- Alcuni gas (iprite e nervini) possono attraversare la cute, cosicché si rende vano il ricorso alla maschera antigas.
- Il benzene (benzolo) ed i suoi composti sono tra i più comuni inquinanti in grado di attraversare la cute integra. Questi composti, però, non provocano un'intossicazione acuta, bensì un'intossicazione cronica e - più spesso - sono fattori inducenti l'oncogenesi (danneggiano il DNA cellulare promuovendo la trasformazione neoplastica della cellula fisiologica in cellula tumorale). I derivati del petrolio sono le fonti più comuni di benzene.
- Analogamente a quanto faccia il benzene, altri composti chimici agiscono con modalità sovrapponibili: etere (questi può essere anche respirato), acquaragia (olio di trementina), acetone, solo per citare i più comunemente utilizzati.

A grandi linee, si può qui concludere che gli avvelenamenti per via cutanea sono appannaggio di alcune categorie professionali (tintori, benzinai, metallurgici, imbianchini e simili).